# Ейзерло
Ейзерло (нід. IJzerlo) — селище в нідерландській провінції Гелдерланд. Входить до муніципалітету Алтен, з 151 жителем (станом на 1 січня 2019 року).
У 2006 році на околицях Ейзерл проживало 470 жителів. IJzerlo дещо відомий своїм щорічним фермерським і сільським ярмарком та проведенням ігор на свіжому повітрі.

## Місцезнаходження
Ейзерло розташований на N819 на півдорозі між містами Aalten і Dinxperlo. Ейзерло межує з німецьким муніципалітетом Бохольт і селами Лінтело, Де-Дінксперлозе-Херне та Герне в Аальтензе.

## Економіка і робота
Ейзерло - це сільськогосподарське товариство, в якому частина населення знаходить роботу, навколо ядра Ейзерло також є кілька компаній, які часто зосереджуються на сільськогосподарських компаніях.

## Галерея

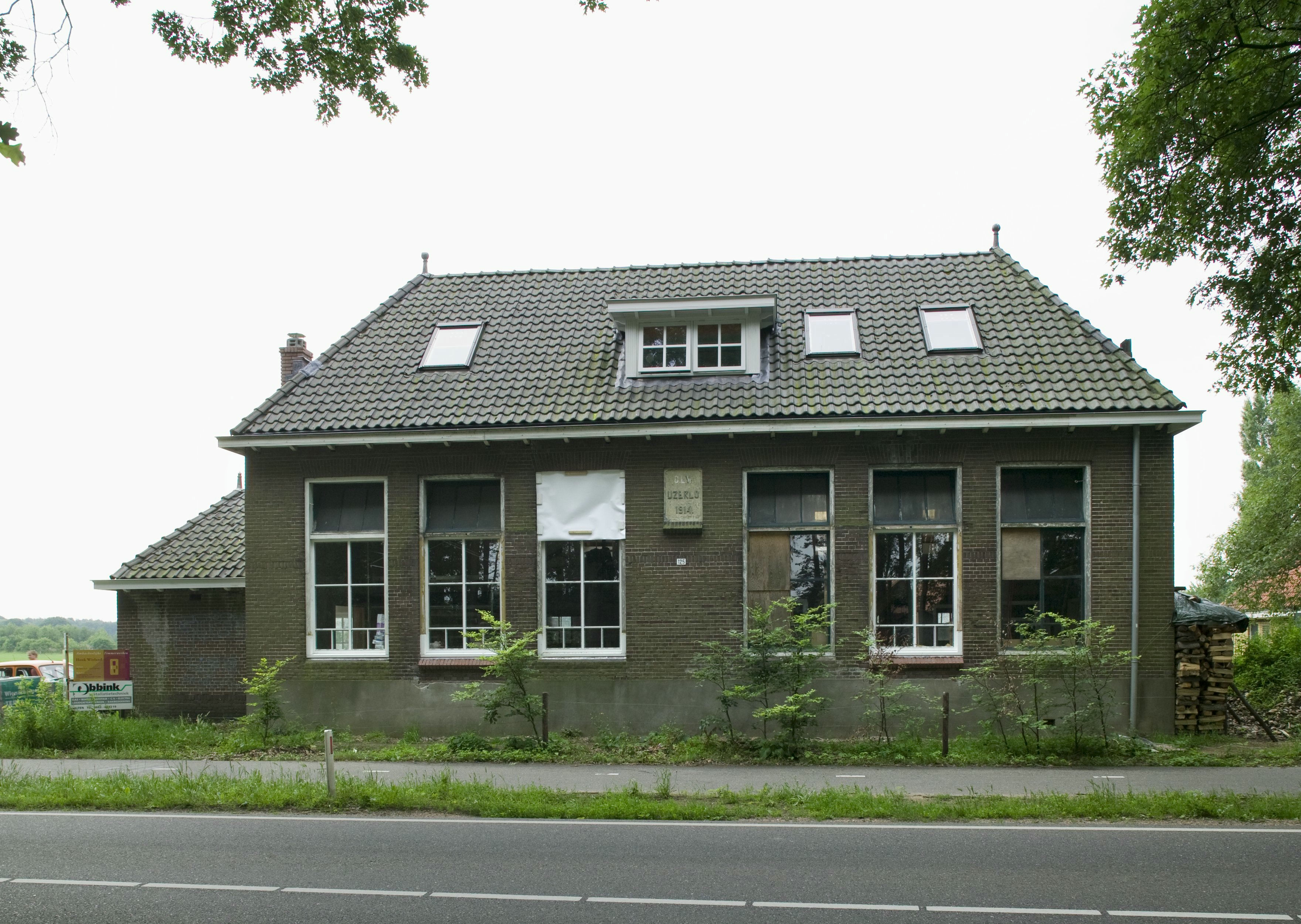
Приміщення колишньої школи